# Commissione per la verità e la riconciliazione (Sudafrica)
La Truth and Reconciliation Commission (TRC), o in afrikaans Waarheid-en-versoeningskommissie (WVK), ossia "Commissione per la verità e la riconciliazione", fu un tribunale straordinario istituito in Sudafrica dopo la fine del regime dell'apartheid.

## Scopo
Lo scopo del tribunale era quello di raccogliere la testimonianza delle vittime e dei perpetratori dei crimini commessi da entrambe le parti durante il regime, richiedere e concedere (quando possibile) il perdono per azioni svolte durante l'apartheid, per superarla non solo per legge ma per riconciliare realmente vittime e carnefici, oppressori ed oppressi. Il tribunale ebbe una vasta eco nazionale e internazionale, e molte udienze furono trasmesse in televisione.
Il tribunale svolse un ruolo importante nella transizione del Sudafrica dal segregazionismo a una nuova organizzazione democratica con pari diritti per bianchi e neri. I suoi risultati e i suoi metodi sono stati oggetto di critiche, ma l'opinione predominante è che il tribunale abbia raggiunto i propri scopi. Il nome del tribunale (con la parola "riconciliazione") era in linea con la posizione nonviolenta di Nelson Mandela, che sosteneva che il perdono dovesse essere la principale risposta dei neri a ciò che avevano subito durante l'apartheid. Molti afrikaner giudicati colpevoli, ma rei confessi, ricevettero l'amnistia.
La Commissione rappresenta ad oggi la più celebre applicazione del concetto di giustizia riparativa (o Restorative Justice) nell'ambito della violazione dei Diritti dell'Uomo. Mandela scelse infatti di sanare le ferite del Sudafrica attraverso la costruzione di un dialogo tra vittime e carnefici, in antitesi al paradigma della "giustizia dei vincitori" o della corte penale internazionale, spesso orientata alla sola punizione dei colpevoli.

## Creazione e mandato
La TRC fu fondata in seguito al decreto: Promotion of National Unity and Reconciliation Act ("atto per la promozione dell'unità nazionale e per la riconciliazione") del 1995, ed ebbe la propria sede a Città del Capo. Il mandato era di raccogliere e registrare le testimonianze di coloro che si erano resi colpevoli di violazioni dei diritti umani durante il regime dell'apartheid, o di coloro che erano stati le vittime di tali violazioni, con la possibilità di concedere l'amnistia ai reo confessi.
Condizione necessaria per ottenere l'amnistia era che il crimine avesse una matrice ideologico-politica: erano dunque esclusi da questo privilegio i reati comuni e le violenze della criminalità organizzata, che aveva sfruttato i disordini della lotta all'apartheid per accrescere il proprio business.
I 17 membri della commissione furono selezionati in modo tale da rappresentare un campione di nomi illustri quanto più eterogeneo per sesso, professione, etnia, gruppo linguistico e religione: Desmond Tutu (chiamato a presiedere la corte), Alex Boraine, Mary Burton, Chris de Jager, Bongani Finca, Pumla Gobodo-Madikizela, Sisi Khampepe, Richard Lyster, Wynand Malan, Khoza Mgojo, Hlengiwe Mkhize, Dumisa Ntsebeza, Wendy Orr, Denzil Potgieter, Mapule Ramashala, Faizel Randera, Yasmin Sooka e Glenda Wildschut.
La commissione ebbe precise indicazioni di ascoltare testimonianze da entrambe le parti in causa, e di giudicare anche l'operato dei neri e in particolare dei membri dell'African National Congress (ANC) e di altre organizzazioni anti-apartheid. Il mandato chiariva che lo scopo principale della commissione doveva essere una ricostruzione quanto più accurata possibile dei fatti avvenuti, e non la punizione dei colpevoli.

## Comitati
La TRC diversificò la propria azione attraverso tre diversi comitati:
- lo Human Rights Violations Committee ("Comitato sulle violazioni dei diritti umani") aveva lo scopo di registrare e verificare gli abusi perpetrati contro i diritti umani fra il 1960 e il 1994;
- il Reparation and Rehabilitation Committee ("Comitato per la riabilitazione e riparazione") si occupava delle pratiche di risarcimento economico e forniva un sostegno psicologico alle vittime e ai loro familiari, perché riacquistassero la fiducia e la dignità perdute, e ai responsabili degli abusi, affinché continuassero a testimoniare davanti alla corte;
- l'Amnesty Committee ("Comitato per l'amnistia") aveva il compito di concedere l'eventuale amnistia ai colpevoli, secondo quanto previsto dal Promotion of National Unity and Reconciliation Act.

## Risultati
Desmond Tutu, presidente della Commissione per la verità e la riconciliazione
I risultati della commissione furono pubblicati il 28 ottobre 1998. Le indagini portarono alla luce i crimini commessi dal governo dell'apartheid, dalla polizia e dall'esercito, ma anche dall'ANC e altre organizzazioni paramilitari che si opponevano al governo.
L'amnistia fu concessa nei casi in cui gli abusi perpetrati si potevano considerare "politicamente motivati" e "proporzionati", ed erano confessati pienamente dai colpevoli. L'amnistia fu concessa a 849 persone e negata a 5.392, su un totale di 7.112 richieste totali (ci furono diverse categorie aggiuntive, quali le "richieste ritirate").
Il tribunale, con la sua vasta eco mediatica, fu anche per molti afrikaner il momento in cui per la prima volta vennero a conoscenza degli abusi perpetrati negli anni passati dalla polizia e dalle forze dell'ordine sudafricane. Questo fatto sancì la morte politica delle forze legate al National Party, che conobbero un crollo di consensi anche presso diversi ambienti della società dei sudafricani bianchi. Lo stesso ex-presidente Frederik de Klerk, che aveva improntato la propria politica allo smantellamento dell'apartheid, si presentò di fronte alla commissione e si scusò pubblicamente per le sofferenze causate dai governi bianchi alla popolazione nera.

## Critiche
Uno studio condotto nel 1998 intervistando diverse centinaia di vittime dell'apartheid rilevò che la maggior parte degli interessati non riteneva che la commissione avesse raggiunto lo scopo di riconciliare neri e bianchi. In particolare, molti criticarono il numero troppo elevato di amnistie, giudicando che la punizione dei colpevoli fosse un prerequisito necessario per una vera riconciliazione. Critiche di questo genere furono sollevate con molta forza dalla famiglia dell'attivista Stephen Biko, ucciso dalla polizia sudafricana nel 1977.  A queste accuse di troppa indulgenza si aggiunge il fatto che la maggior parte dei responsabili degli abusi conservarono le posizioni di potere che ricoprivano durante il regime di apartheid, ai vertici della polizia e della pubblica amministrazione.
Critiche di segno opposto vennero da alcuni sostenitori del National Party, come l'ex-presidente Pieter Willem Botha, che definì il tribunale "un circo", rifiutandosi di comparire di fronte alla corte.

## Riferimenti nella cultura
L'attività della commissione è stata rappresentata in molte produzioni cinematografiche, tra cui:
- il documentario Long Night's Journey Into Day (2000)
- il film sudafricano Il perdono - Forgiveness (2004) diretto da Ian Gabriel
- il film Red Dust (2004), basato sul romanzo omonimo di Gillian Slovo
- il film In My Country (2004), lascamente ispirati al romanzo Terra del mio sangue di Antjie Krog, con Samuel L. Jackson e Juliette Binoche
- il film Zulu Love Letter (2004) diretto da Ramadan Suleman
- il film Nothing but the truth (2008) diretto da John Kani
- il film Condannato a combattere - The Forgiven (2017) diretto da Roland Joffé